# Wayne Henderson
Wayne Maurice Henderson (Houston, Texas, 24 de septiembre de 1939 - Los Ángeles, California, 5 de abril de 2014) fue un trombonista y productor de jazz estadounidense.

## Trayectoria
Influido en sus comienzos por los grandes trombonistas de jazz tradicional (Kid Ory, Jack Teagarden...), adaptó muy rápidamente las innovaciones del cool, trasladándose a California, donde colaboró con los principales músicos de la escena de la Costa Oeste. En 1961, fundó junto a Joe Sample y Wilton Felder, el grupo de soul jazz The Jazz Crusaders, posteriormente llamados simplemente "The Crusaders".  Permaneció con ellos hasta 1975, dedicándose después a la producción (Wes Montgomery, Ramsey Lewis, Gábor Szabó, Esther Phillips, Ronnie Laws, Billy Cobham, Side Effect, Pleasure, Michael White, Chico Hamilton y Narada Michael Walden) y a desarrollar trabajos de jazz moderno (Roy Ayers, Ndugu Chancler), muy electrónicos en ocasiones, editando también discos como líder. En 1995, volvió a reflotar a "The Crusaders".

## Discografía como líder
- Soul Sound System (1969, Atlantic Records)
- At Big Daddies (1977, ABC Records)
- Big Daddy's Place (1977, ABC Records)
- Living on a Dream (1978, Polydor)
- Step into Your Life (1978, Polydor)
- Emphasized (1979, Polydor)
- Prime Time (1980, Polydor)
- Made & Played (2005, Tucker Road Records)